# Paso Peruano
Der Paso Peruano oder Caballo Peruano de Paso ist eine Pferderasse aus Südamerika.
Hintergrundinformationen zur Pferdebewertung und -zucht finden sich unter: Exterieur, Interieur und Pferdezucht.

## Exterieur
Im Quadrat stehendes Pferd. Trockener Kopf mit geradem bis konvexen Profil; hoch angesetzter Hals mit natürlicher Aufrichtung; abfallende Kruppe mit tiefem Schweifansatz; klare Beine mit elastischer, für europäische Maßstäbe langer Fesselung und starker Hankenwinkelung; kleine, harte Hufe. Allen Farben, abzeichenloser Fuchs bevorzugt, Schecken nicht zur Zucht zugelassen. Füchse, Braune und Palominos sind am meisten vertreten.

## Gangmechanik
Die Gangarten des Peruano sind
- Paso (Schritt);
- Paso Llano (urspr. Paso Catellano = isochroner Viertakt oder Tölt mit Lateralverschiebung);
- Sobreandando (Rennpass);
- Galope (Galopp);
- Trote (Trab).

(Huachano = reine Laterale, zeigen häufig Fohlen als Gangqualitätskriterium; geritten nicht akzeptiert)
Drei-, Vier- oder Fünfgänger?
In Europa würde man den Paso Peruano als Fünfgänger sehen, weil hier auch einige Pferde im Trab und im Galopp geritten werden. In Peru wird Trab als Mangel gesehen und somit nicht akzeptiert. In seiner Heimat Peru wird der Paso Peruano hauptsächlich im Paso Llano ausgebildet und am Turnier geprüft – Galopp ist nicht relevant. Etliche Exemplare zeigen keinen bzw. keinen sauberen Galopp (Kreuzgalopp, Lateralgalopp)
„Gangzuchtziel“ ist es, das bequemste Pferd weltweit zu schaffen, bei höchst ökonomischem Bewegungsablauf. Das Pferd soll lange Schritte mit größtmöglichem Raumgriff machen, dabei aber im Gegensatz zu vielen anderen Gangpferderassen wenig Lift bzw. Vertikal-Aktion zeigen – denn dadurch würde es unbequem für den Reiter und kraftraubend für das Pferd. Um dennoch genügend Schwung für die Vorwärtsbewegung zu generieren, ist dem Peruano eine Besonderheit im Bewegungsablauf eigen: der Termino. Der Peruano bewegt aus der Schulter heraus die Vorderbeine in einer nach außen schwingenden, kraulenden Bewegung (nicht zu verwechseln mit dem hier bekannten und schädlichen Bügeln). Dadurch lässt das Pferd seinen Reiter in allen Gangarten erschütterungsfrei sitzen – eine Alternative bei Rückenproblemen des Reiters wie Skoliosen oder Bandscheibenschäden.
Die Hinterbeine führt der Peruano knapp überm Boden, gerade nach vorne. Dabei darf die Kruppe in Höhe des Schweifansatzes kaum Bewegung zeigen (Turnier-Richtkriterium). Durch die starken Winkelungen im Exterieur fällt es dem Peruano leicht, ordentlich Schub und Tragkraft zu erzeugen, sodass der Reiter wesentlich weniger sportlichen Aufwand an Versammlungsarbeit leisten muss.

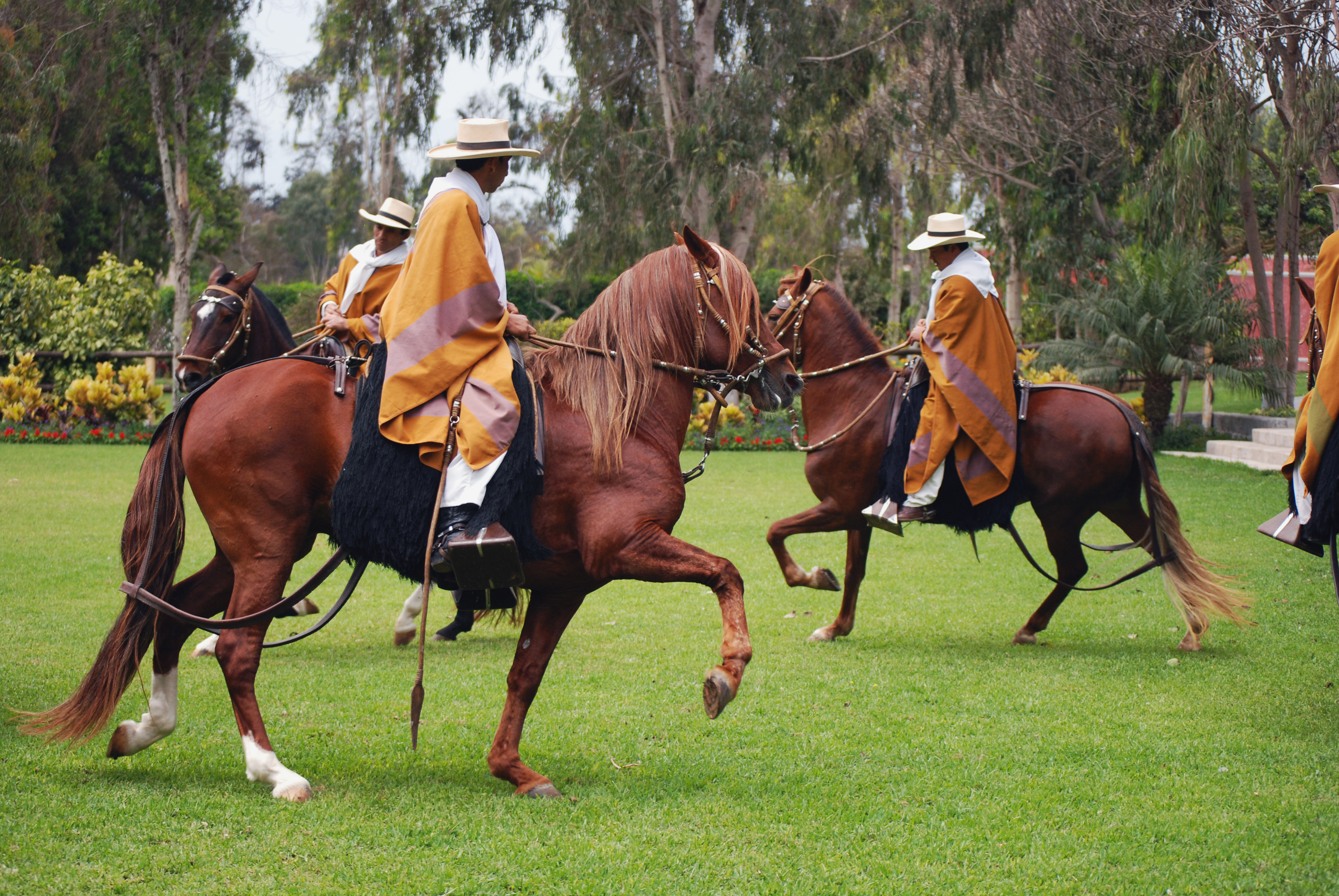
Paso Peruanos in Lima

## Interieur
Das Interieur wird als Brio bezeichnet, wobei die Charaktereigenschaften schon klar definiert sind, nämlich: höchste Sensibilität mit ausgesprochener Reaktionsfreude, bei absoluter Kontrollierbarkeit; volle Kooperation und Koordination zwischen Pferd/Reiter; Nervenstärke, eifrige Leistungsbereitschaft, ausdrucksvolle Präsentation. Ein Pferd mit Brio hat keine unerwünschten Charaktereigenschaften, wie Faulheit, Ungezogenheit (Buckeln, Durchgehen).
Der Paso Peruano ist ein hochsensibler Spezialist und das reiterliche „Traumziel“ für den erfahrenen, anspruchsvollen Freizeitreiter.

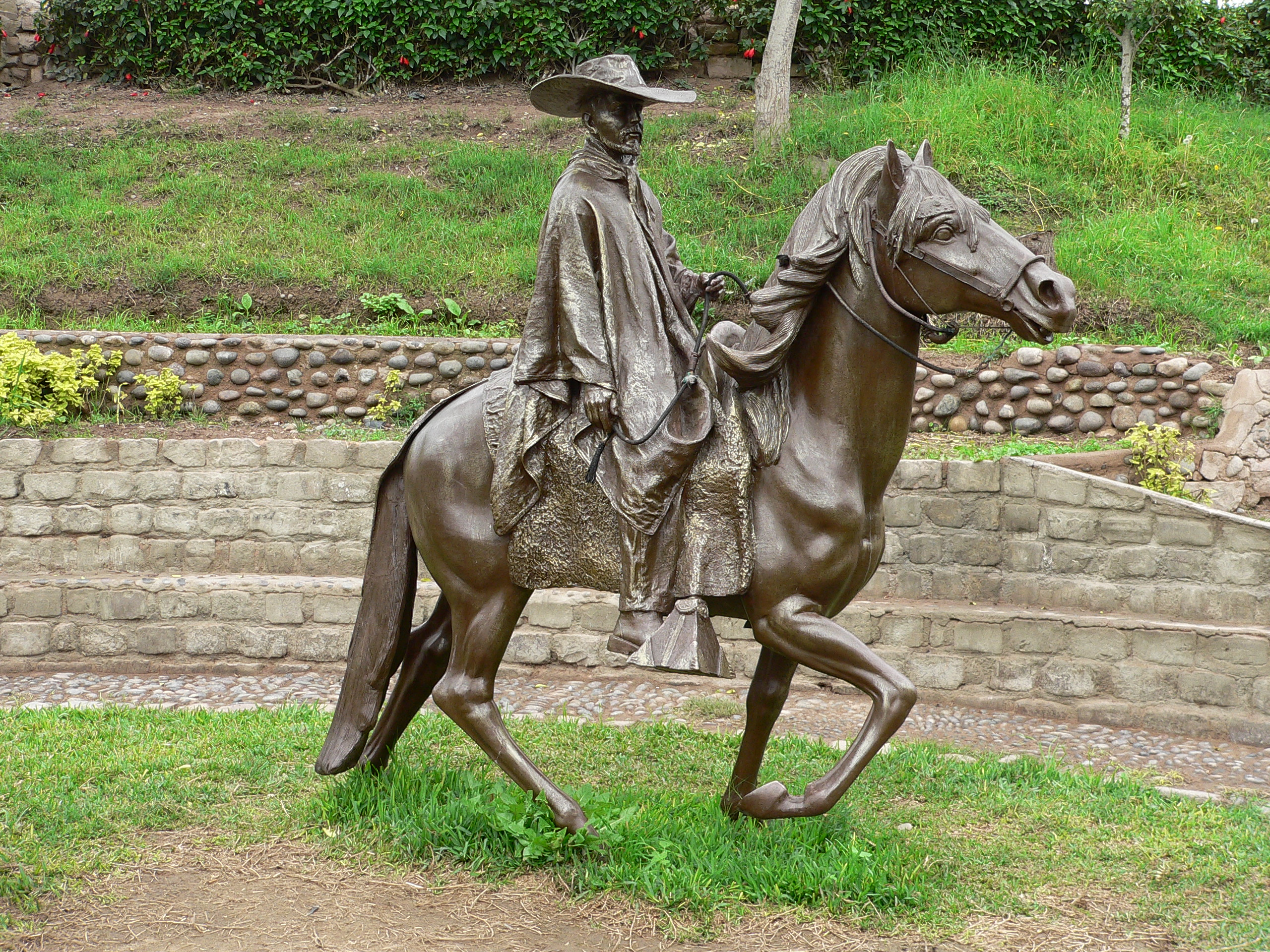
Statue

## Zuchtgeschichte
Nach der Entdeckung Amerikas 1492 durch Kolumbus gründete die spanische Krone Gestüte auf den westindischen Inseln, auf die zahlreiche Pferde aus Spanien gebracht wurden. 1531 kamen mit dem spanischen Eroberer Francisco Pizarro die ersten Pferde nach Peru. In der spanischen Kolonie Vizekönigreich Peru entwickelten sich Pferde des Paso-Llano Typs, der Paso Peruano. Die Zucht basiert auf Berbern, andalusischen Genetten, Galliceños, Garranos und Asturcones, die hauptsächlich aus Spanien, Jamaika und Panama importiert wurden. Wegen der steinigen Wege und langen Strecken wurde auf einen komfortablen erschütterungsfreien Gang selektioniert und gezüchtet. In Peru waren Paso Peruanos die bevorzugten Reisepferde der sozial und ökonomisch herrschenden Klasse, mit denen die großen Distanzen im Vizekönigreich zurückgelegt wurden.
1972 brachten der Westernreiter Jean-Claude Dysli und der Pferdearzt Dr. Isenbügel die ersten Pferde aus den USA in die Schweiz und damit nach Europa. 1975 stellten die beiden erstmals Pasos auf der Equitana vor und machten sie einem größeren Publikum bekannt. Hauptsächlich findet man Paso Peruanos in Deutschland, Österreich, Italien, den Benelux-Staaten und der Schweiz.
Seit 1982 existiert eine europäische Paso Peruano Vereinigung. Nach einer Spaltung ging der PCI (Paso Club International - Schweiz) und der PPV (Paso Peruano Vereinigung - Deutschland) hervor. Ab 2004 wurde aus dem PPV der PPE (Paso Peruano Europa).